# Samādhi
Samādhi (devanāgarī: समाधि, letteralmente "mettere insieme", "unire con") è un sostantivo maschile sanscrito proprio delle culture religiose buddista e induista che definisce l'unione cosmica del meditante con un dio, o con l'oggetto della meditazione, e la sua conseguente liberazione (moksha) dai legami terreni.

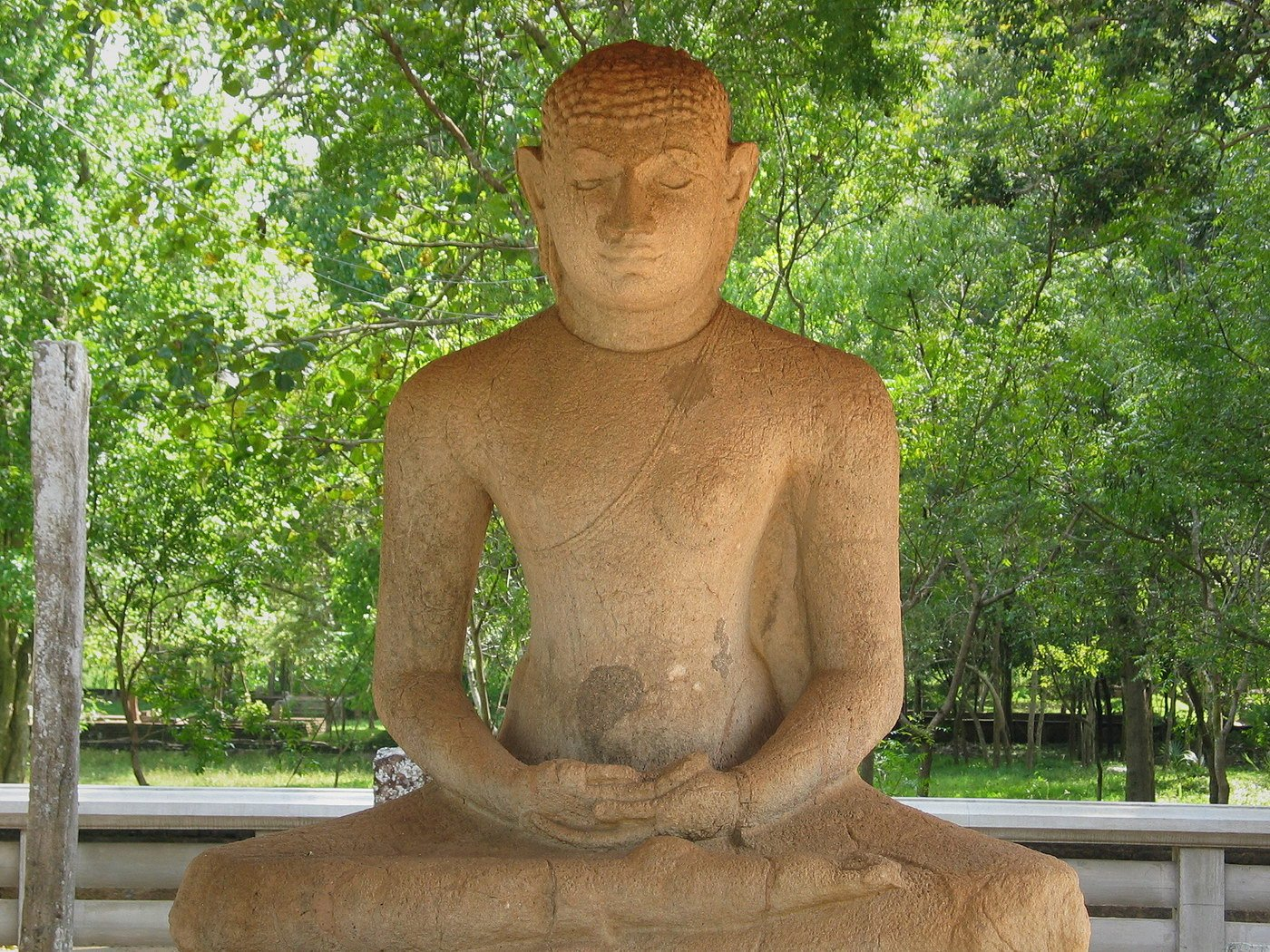
Statua du Buddha nel Samādhi (ad Anuradhapura, Sri Lanka)

## Origine e significato del termine
Il termine sanscrito samādhi deriva da saṃ ("insieme") rafforzato dalla particella ā + la radice verbale dha ("mettere").
La prima citazione del termine samādhi la si rileva nel Canone buddista di poco posteriore è la sua menzione nella letteratura non buddista successiva alle Upaniṣad, la Bhagavadgītā.
Mircea Eliade nella nota nº 10 del VI paragrafo del II capitolo del suo testo Le Yoga, immortalité et liberté evidenzia come:
Nelle altre lingue asiatiche il termine sanscrito samādhi è reso come:
- in pāli: samādhi
- in cinese 三昧 sānmèi;
- in giapponese 三昧 sammai o zammai;
- in coreano 삼매 sammae;
- in vietnamita tam muội;
- in tibetano ting-nge-'dzin;

## Ilsamādhinel Buddismo
È nella letteratura buddista che si riscontra per la prima volta il termine samādhi:
(Samādhisutta, Aṅguttaranikāya 4.41)
Buddhaghosa lo indica come "concentrazione in un solo punto" (cittekaggatā, in Aṭṭhasālinī 302, ed. Pali Text Society p. 118). La Dhammasaṅgaṇī (15, ed. Pali Text Society p. 11), vale a dire il testo Abhidhamma di cui l'Aṭṭhasālinī di Buddhaghosa è il commentario, definisce la facoltà del samādhi come "stabilità della mente" (cittassa ṭhiti), "risolutezza" (avaṭṭhiti), "equilibrio" (o "non-distrazione: avisāhāra), assenza di disturbo (avikkhepa), calma (samatha), "condizione della mente imperturbata" (avisāhaṭamānasatā).
Georg Feuerstein evidenzia come con ciò non si intenda la "concentrazione della mente ordinaria" quanto piuttosto la capacità yogica di astrarsi dall'esterno focalizzandosi sulla propria realtà interiore.
Alle stesse conclusioni definitorie, in ambito buddista, giunge Philippe Cornu:
Il samādhi corrisponde all'ultimo stadio dell'Ottuplice sentiero e quindi riassume tutte le pratiche meditative dei dhyāna oltre le quali si colloca l'obiettivo finale, il nirvāṇa.
Nel Buddismo il samādhi è frutto dell'unione della tecnica meditativa del śamatha ("dimorare nella calma", ovvero calmare la mente) con l'altra tecnica meditativa denominata vipaśyanā ("visione profonda") queste due pratiche vanno eseguite unitamente anche se una può procedere dall'altra:
(Philippe Cornu. Op.cit.)

## Ilsamādhinell'Induismo
Il termine samādhi compare anche nella Bhagavadgītā, opera successiva al Canone buddista.
(Bhagavadgītā, II, 44)
Georg Feuerstein evidenzia tuttavia un passo della Bṛhadāraṇyaka Upaniṣad (Upaniṣad vedica collegata al Śukla Yajurveda) che sembra anticipare il termine e la dottrina relativa al samādhi denominato qui con il participio passato samāhita ("raccolto") indicante la concentrazione mentale. 
esso ti ho fatto giungere". Questo disse Yājñavalkya e Janaka replicò: "Io mi consegno a te, o venerabile, e anche i Videha ti consegno [come schiavi]»
(Bṛhadāraṇyaka Upaniṣad IV,4,23)
Mircea Eliade evidenzia che se il samādhi è considerato una esperienza "indescrivibile" esso non è comunque univalente e viene indicato come 
(Patañjali. Yoga Sūtra, II,1-2)